# Luwung (Banyuputih)
Luwung is een bestuurslaag in het regentschap Batang van de provincie Midden-Java, Indonesië. Luwung telt 2299 inwoners (volkstelling 2010).